# پائولو سزار کارپجیانی
پائولو سزار کارپجیانی (انگلیسی: Paulo César Carpegiani؛ زادهٔ ۷ فوریهٔ ۱۹۴۹) بازیکن فوتبال اهل برزیل است.
از باشگاه‌هایی که در آن بازی کرده‌است می‌توان به باشگاه ورزشی اینترناسیونال و باشگاه فوتبال فلامینگو اشاره کرد.
وی همچنین در تیم ملی فوتبال برزیل بازی کرده‌است.